# リンカイ
株式会社リンカイ（りんかい、英: Rinkai Co.,Ltd.）は、水処理装置、水処理部品の設計製作工事などを行う企業。

## 主な製品
- 水処理用各種処理装置
- ろ過器
- 活性炭吸着塔
- 軟水装置
- 純水製造装置
- 除鉄除マンガン装置
- 膜ろ過処理装置
- 脱炭酸塔
- 排水処理設備
- 凝集沈殿槽・集泥レーキ
- 加圧浮上槽
- pH調整槽
- ガス吸収装置（スクラバー）
- 排煙脱硝装置（排ガス脱硝装置）- 選択触媒還元脱硝装置（SCR）・無触媒脱硝装置（SCNR）
- アンモニア気化器
- アンモニア水供給ユニット・噴霧ノズル
- 尿素水供給ユニット・噴霧ノズル
- 各種製缶品製作（鋼板製・ステンレス製等）
- ゴムライニングタンク
- FRPライニングタンク
- 設備工事（装置据付・現地配管・電気計装工事）
- ストレーナー（水処理用部品）
- ディフューザ（散気装置）
- イオン交換樹脂（充填材）
- キレート樹脂　各種
- ろ過材・活性炭　各種
- 各種樹脂製品

## 沿革
- 1966年（昭和41年）9月 - 大阪府堺市草尾863番地にて設立。
- 1977年（昭和52年）9月 - 堺市西区築港浜寺西町7番地に本社および工場を竣工し、移転。
- 1987年（昭和62年）- 堺市より中小企業合理化研究モデル工場の指定を受ける。
- 1993年（平成5年）- 大阪府知事より経営合理化表彰を受ける。
- 1994年（平成6年）
  - 近畿通商産業局長より経営合理化表彰を受ける。
  - 7月 - 東京支店を開設。
- 1996年（平成8年）- 通商産業省中小企業庁長官より中小企業合理化モデル工場の指定を受ける。
- 1997年（平成9年）- 埼玉県久喜市に埼玉工場を新設。
- 2001年（平成13年）- 品質システム審査登録（本社工場・埼玉工場・東京支店）。
- 2013年（平成25年）- 本社第二工場を増設。
- 2014年（平成26年）1月 - 東京支店を移転。